# Fosse ptérygoïde
La fosse ptérygoïde est un espace anatomique pair et symétrique situé entre les deux lames du processus ptérygoïde et le processus pyramidal de l'os palatin. 
Celle-ci se présente une forme en « V » ouvert à l'arrière et contient le muscle ptérygoïdien médial et le muscle tenseur du voile du palais.